# Michael Bernhard (Politiker)

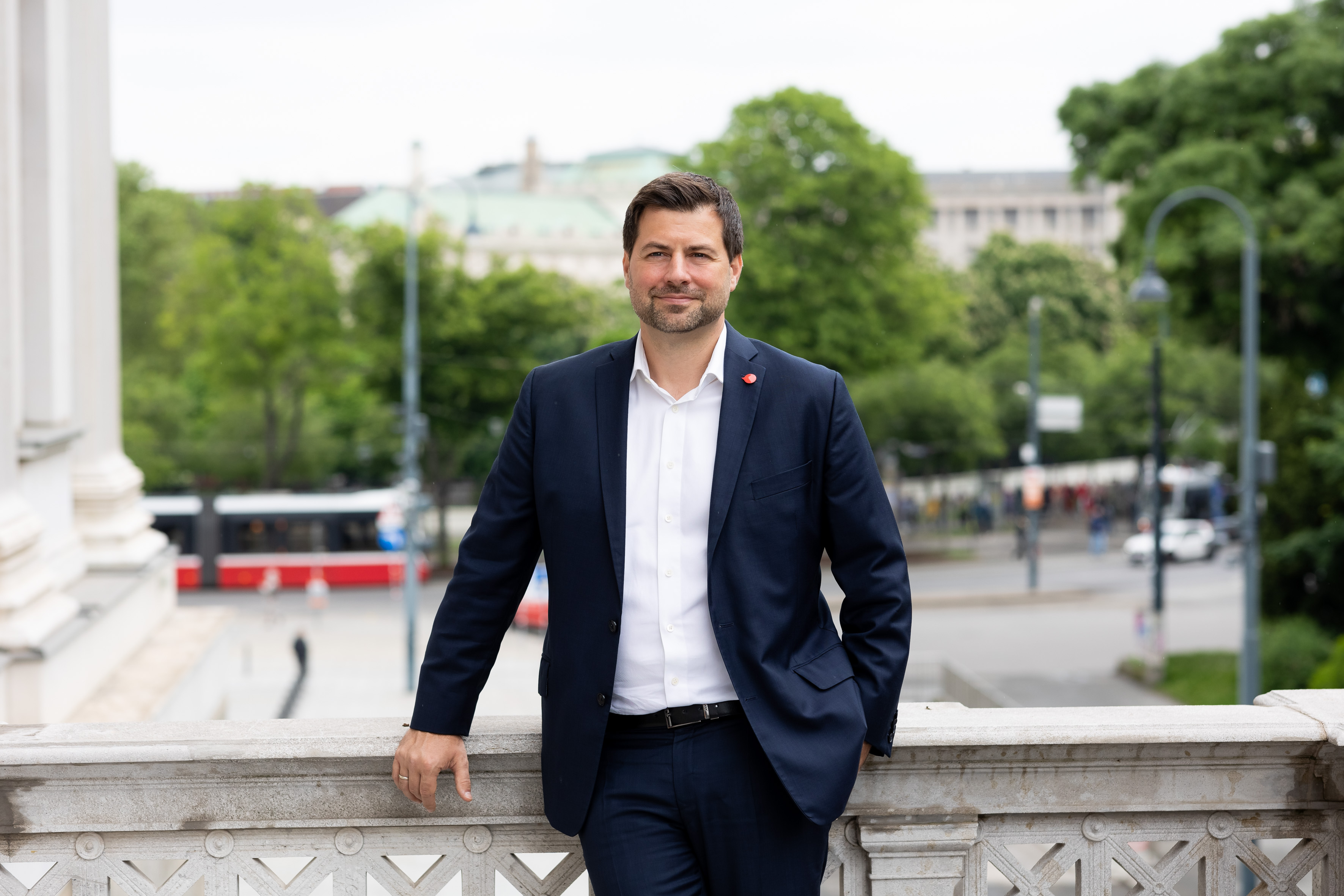
Michael Bernhard (2025)

Michael Bernhard (* 30. April 1981 in Tulln an der Donau, bis August 2016 Michael Pock) ist ein österreichischer Politiker der NEOS und Unternehmer. Er ist seit 2013 Abgeordneter zum österreichischen Nationalrat, Bereichssprecher für Klima und Umwelt, EPU/KMU, und Volksgruppen sowie Obmann des Ausschusses für Petitionen und Bürgerinitiativen. Bernhard war Fraktionsführer der NEOS im zweiten und dritten Eurofighter-Untersuchungsausschuss und ist Bundessprecher von UNOS - Unternehmerisches Österreich.

## Werdegang
Michael Bernhard besuchte zwischen 1987 und 1991 die Volks- und bis 1995 die Hauptschule. 1996 wechselte er an ein Wiener Gymnasium, das er jedoch nicht abschloss. Seinen Berufseinstieg in der Telekommunikationsbranche machte Bernhard bei der European Telecom.
Von September 2001 bis Juni 2005 war er im Kundenbeziehungsmanagement der UTA Telekom aktiv und arbeitete danach bis August 2010 in der Steuerung von Outsourcingprojekten und im Research, Process & Quality Management für Tele2 Telecommunication.
Michael Bernhard absolvierte diverse Zusatzausbildungen in Management, Steuern und Recht und legte 2010 erfolgreich die Studienberechtigungsprüfung für „Sozial- und Wirtschaftswissenschaftliche Studien“ ab.
Seit Oktober 2011 ist Bernhard Geschäftsführer sowie Miteigentümer der global office Franchise AT GmbH, welche sich als Business Process Outsourcing Anbieter auf Call Center, Customer Care und IT spezialisiert hat. Seit 1. September 2015 ist er auch geschäftsführender Gesellschafter der Pristis Holding GmbH.

## Politische Laufbahn
Michael Bernhard begann seine politische Karriere im Jahr 2010 als Wahlkampfleiter des Liberalen Forums (LIF) im Rahmen der Landtags- und Gemeinderatswahl in Wien. Im Anschluss daran war er bis zum Jahr 2012 Generalsekretär der Partei. In dieser Phase nahm die Bundessprecherin Angelika Mlinar die politische Neuausrichtung vor, während Bernhard die organisatorische Neustrukturierung und Entschuldung der Partei einleitete.
Die politische Neuorientierung der Partei hatte eine vorzeitige Neuwahl des Bundespräsidiums zur Folge. Im Rahmen einer Kampfabstimmung wurde Michael Bernhard am 3. März 2012 zum Stellvertretenden Vorsitzenden des Liberalen Forums gewählt. Ab dem 15. Jänner 2013 fungierte er auch als Landessprecher der Wiener Liberalen, wobei er die Agenden Energie, Gleichbehandlung, Infrastruktur, Umwelt, Verkehr, Telekommunikation sowie Petitionen und Bürgerinitiativen übernahm.
Michael Bernhard kandidierte bei der Nationalratswahl 2013 erfolgreich für die neugegründete Partei NEOS – Das Neue Österreich und Liberales Forum, ein Wahlbündnis von NEOS, LIF und den Jungen Liberalen (JuLis), und erlangte ein Mandat über den Landeswahlkreis Wien.
Am 29. Oktober 2013 wurde er als Abgeordneter im Nationalrat angelobt. Bernhard übernahm als Bereichssprecher die Agenden Infrastruktur, Verkehr, Umwelt, Gleichbehandlung und Petitionen.
Am 17. Dezember 2013 wurde er zum Obmann des parlamentarischen Ausschusses für Petitionen und Bürgerinitiativen gewählt. Im Oktober 2015 übernahm er auch die Rolle des Bereichssprechers für Familie. Die Gleichbehandlungsagenden übergab Bernhard im selben Jahr an Claudia Gamon und Nikolaus Scherak (LGBTI).
Bei der Nationalratswahl 2017 kandidierte Michael Bernhard ein weiteres Mal auf der Bundes- und der Wiener Landesliste für NEOS und zog in den auf zehn Mandatare vergrößerten Parlamentsklub ein. Nach Übergabe der Verkehr-, Infrastruktur- und Telekommunikationsagenden an Douglas Hoyos war er in der XXVI. Gesetzgebungsperiode Bereichssprecher für Umwelt- und Klimaschutz, Familienpolitik sowie Obmann des Ausschusses für Petitionen und Bürgerinitiativen.
In der XXVII. Gesetzgebungsperiode übernahm Bernhard zusätzlich noch die Sprecherrolle für Volksgruppen.
Als Familiensprecher kritisierte er im Juni 2023, dass diverse Gruppen von neuen Antiteuerungsmaßnahmen „ausgenommen seien, etwa Reha- und Krankengeldbezieher“. Der Strompreisbremse für größere Haushalte hatten NEOS noch im Jänner nicht zugestimmt.
In Folge der Nationalratswahl im September 2024 wurde Michael Bernhard erneut in den Nationalrat gewählt. In der XXVIII. Gesetzgebungsperiode ist er Sprecher der NEOS für Klima und Umwelt, EPU/KMU sowie für Volksgruppen. Darüber hinaus fungiert Bernhard in dieser Legislaturperiode erneut als Obmann des Ausschusses für Petitionen und Bürgerinitiativen.

## Eurofighter-Untersuchungsausschuss
Michael Bernhard fungierte im zweiten Untersuchungsausschuss zur Aufklärung des Eurofighter-Skandals im Nationalrat ab März 2017 als Fraktionsführer der NEOS.
Aufgrund der vorgezogenen Nationalratswahlen am 15. Oktober 2017 musste der U-Ausschuss die Arbeit im September 2017 jedoch vorzeitig beenden, weswegen nur zwei von vier Beweisthemen behandelt, und nur ein Thema abgeschlossen werden konnten. Hierbei handelte es sich um den Vergleichsabschluss im Jahr 2007, in dessen Rahmen drei Kampfjets abbestellt wurden und die Lieferung einer älteren Baureihe vereinbart wurde, und um Teile des Themenkomplexes Eurofighter-Taskforce sowie unzulässige Zahlungsflüsse.
Um die verbliebenen Beweisthemen der Zahlungsflüsse, Informationslage zum Zeitpunkt des Vertragsabschlusses und Erfüllung der Vorlage- und Informationspflichten zu klären, initiierte Michael Bernhard zu Beginn der XXVI. Legislaturperiode erfolgreich eine Fortsetzung des Untersuchungsausschusses und war von April 2018 bis zum vorzeitigen Ende des Ausschusses (aufgrund der Neuwahlen) im September 2019 erneut Fraktionsführer der NEOS.

## Weitere Politische Funktionen
Nach der Fusion des Liberalen Forums mit den NEOS am 25. Jänner 2014 kandidierte Michael Bernhard erfolgreich als Vorstandsmitglied für Finanzen in der Partei NEOS – Das Neue Österreich und Liberales Forum sowie der Parteiakademie NEOS Lab. 2018 wurde er in beide Funktionen wiedergewählt, im Juli 2019 legte er die Funktion als Finanzreferent des NEOS Lab zurück.
Von 2013 bis 2024 war Michael Bernhard auch Finanzreferent im Parlamentsklub der NEOS. Seit dem 27. November 2021 ist er Bundessprecher der UNOS - Unternehmerisches Österreich. Unter seiner Führung konnte UNOS bei den Wirtschaftskammerwahlen 2025 das Ergebnis gegenüber 2020 mehr als verdoppeln. In der Funktionsperiode 2025–2030 vertritt Bernhard gemeinsam mit Markus Hofer und Shari Kuen UNOS im Bundeswirtschaftsparlament.

## Privates
Bernhard ist mit der Politikwissenschaftlerin Alice Vadrot verheiratet, mit der er eine gemeinsame Tochter hat. Er ist auch Vater von zwei Kindern aus einer früheren Beziehung.